# دگینگن
دگینگن (به آلمانی: Deggingen) یک شهر در آلمان است که در گوپینگن واقع شده‌است. دگینگن ۵٬۶۶۴ نفر جمعیت دارد.

## خواهرخوانده
شهر اوبرکونرسدورف خواهرخواندهٔ دگینگن هست.